# Acropyga donisthorpei
Acropyga donisthorpei är en myrart som beskrevs av Weber 1944. Acropyga donisthorpei ingår i släktet Acropyga och familjen myror. Inga underarter finns listade i Catalogue of Life.